# Classici Disney

Logo dei Walt Disney Animation Studios

Con l'espressione Classici Disney vengono definiti i film cinematografici d'animazione prodotti dalla Walt Disney Animation Studios (precedentemente nota come Walt Disney Feature Animation e prima ancora come Walt Disney Productions), uno studio di animazione statunitense con sede a Burbank che produce film d'animazione per la Walt Disney Company.
Lo studio ha prodotto 63 film a partire da Biancaneve e i sette nani del 1937 fino a Oceania 2 del 2024, e distribuisce mediamente uno o due film all'anno. 
La maggior parte dei Classici è basata su opere preesistenti (romanzi, fiabe, spettacoli). 
A partire dal XXI Secolo il concetto di "Classici Disney" è diventato sempre più mutevole. Molti film, infatti, non sono più tratti da fiabe o romanzi; inoltre per molti lungometraggi la tecnica di animazione è stata la CGI, che dal 1995 caratterizzava i film della Pixar, acquisita in seguito dalla Disney. La filmografia, ufficializzata nel 2008 dopo decenni di diatribe e di numerazioni contraddittorie per l'home video, e ribadita in un video celebrativo nel 2010, include sia lungometraggi sia mediometraggi (il più lungo è Fantasia da 126 minuti, il più breve Saludos Amigos da 42 minuti) e film in svariate tecniche, inclusi alcuni con inserti girati dal vivo.
Musica Maestro è l'unico film della lista tuttora non disponibile su Disney+.

## Elenco completo
L'elenco seguente non include né i film realizzati da Pixar Animation Studios (come Toy Story, Monsters & Co. o Alla ricerca di Nemo), né i film direct-to-video (alcuni dei quali sono sequel di Classici, come Il ritorno di Jafar o Il re leone II - Il regno di Simba), né infine i vari film a tema bellico (incluso Victory Through Air Power, realizzato in larga parte dal vivo).
Il 4 novembre 2015 i Classici Disney sono stati pubblicati in un'edizione di lusso in 52 DVD numerati da 1 a 52 e contenuti in un forziere in legno; l'edizione non è tuttavia considerata di riferimento perché presenta discrepanze rispetto alla lista effettiva dei "Classici", in particolare:
- Sono stati esclusi i film Dinosauri e Winnie the Pooh - Nuove avventure nel Bosco dei 100 Acri, ma è stato invece incluso il film Uno zoo in fuga, numerato come 46º Classico fra Chicken Little - Amici per le penne e I Robinson - Una famiglia spaziale, benché non sia un film realizzato da Disney bensì da C.O.R.E. Feature Animation e solo distribuito da Disney; per via di tali esclusioni e inclusioni, tutti i DVD hanno una numerazione errata a partire da Le follie dell'imperatore.
- Il film Musica Maestro è presente in edizione interamente in inglese, sia nella confezione sia nel menù e nelle tracce audio; solo l'anno successivo è stato ridistribuito in versione italiana.

| n.             | Titolo italiano                                          | Titolo originale                       | Anno | Regista/i | Tecnica di animazione                 |
| -------------- | -------------------------------------------------------- | -------------------------------------- | ---- | --- | ------------------------------------- |
| 1              | Biancaneve e i sette nani                                | Snow White and the Seven Dwarfs        | 1937 | David Hand, Perce Pearce, William Cottrell, Larry Morey, Wilfred Jackson e Ben Sharpsteen                                                                                     | Tradizionale                          |
| 2              | Pinocchio                                                | Pinocchio                              | 1940 | Hamilton Luske, Ben Sharpsteen,Norm Ferguson, Bill Roberts, Jack Kinney, Wilfred Jackson e T. Hee                                                                             | Tradizionale                          |
| 3              | Fantasia                                                 | Fantasia                               | 1940 | Ben Sharpsteen, Samuel Armstrong, James Algar, Bill Roberts, Paul Satterfield, David Hand, Hamilton Luske, Jim Handley, Ford Beebe, T. Hee, Norman Ferguson e Wilfred Jackson | Tradizionale + live-action; a episodi |
| 4              | Dumbo - L'elefante volante                               | Dumbo                                  | 1941 | Ben Sharpsteen, Norman Ferguson, Wilfred Jackson, Bill Roberts, Jack Kinney e Samuel Armstrong                                                                                | Tradizionale                          |
| 5              | Bambi                                                    | Bambi                                  | 1942 | David Hand, James Algar, Bill Roberts, Norman Wright, Sam Armstrong, Paul Satterfield e Graham Heid                                                                           | Tradizionale                          |
| 6              | Saludos Amigos                                           | Saludos Amigos                         | 1942 | Wilfred Jackson, Bill Roberts, Hamilton Luske e Jack Kinney | Tradizionale + live-action; a episodi |
| 7              | I tre caballeros                                         | The Three Caballeros                   | 1944 | Norman Ferguson, Clyde Geronimi, Bill Roberts, Jack Kinney e Harold Young | Tradizionale + live-action; a episodi |
| 8              | Musica maestro                                           | Make Mine Music                        | 1946 | Jack Kinney, Hamilton Luske, Clyde Geronimi e Joshua Meador | Tradizionale; a episodi               |
| 9              | Bongo e i tre avventurieri                               | Fun & Fancy Free                       | 1947 | Jack Kinney, Hamilton Luske, Bill Roberts e William Morgan | Tradizionale + live-action; a episodi |
| 10             | Lo scrigno delle sette perle                             | Melody Time                            | 1948 | Wilfred Jackson, Jack Kinney, Clyde Geronimi e Hamilton Luske | Tradizionale + live-action; a episodi |
| 11             | Le avventure di Ichabod e Mr. Toad                       | The Adventures of Ichabod and Mr. Toad | 1949 | Jack Kinney, Clyde Geronimi e James Algar | Tradizionale; a episodi               |
| 12             | Cenerentola                                              | Cinderella                             | 1950 | Clyde Geronimi, Wilfred Jackson e Hamilton Luske | Tradizionale                          |
| 13             | Alice nel Paese delle Meraviglie                         | Alice in Wonderland                    | 1951 | Clyde Geronimi, Wilfred Jackson e Hamilton Luske | Tradizionale                          |
| 14             | Le avventure di Peter Pan                                | Peter Pan                              | 1953 | Clyde Geronimi, Wilfred Jackson e Hamilton Luske | Tradizionale                          |
| 15             | Lilli e il vagabondo                                     | Lady and the Tramp                     | 1955 | Clyde Geronimi, Wilfred Jackson e Hamilton Luske | Tradizionale                          |
| 16             | La bella addormentata nel bosco                          | Sleeping Beauty                        | 1959 | Clyde Geronimi, Eric Larson, Les Clark e Wolfgang Reitherman | Tradizionale                          |
| 17             | La carica dei cento e uno                                | One Hundred and One Dalmatians         | 1961 | Wolfgang Reitherman, Clyde Geronimi e Hamilton Luske | Tradizionale                          |
| 18             | La spada nella roccia                                    | The Sword in the Stone                 | 1963 | Wolfgang Reitherman | Tradizionale                          |
| 19             | Il libro della giungla                                   | The Jungle Book                        | 1967 | Wolfgang Reitherman | Tradizionale                          |
| 20             | Gli Aristogatti                                          | The Aristocats                         | 1970 | Wolfgang Reitherman | Tradizionale                          |
| 21             | Robin Hood                                               | Robin Hood                             | 1973 | Wolfgang Reitherman | Tradizionale                          |
| 22             | Le avventure di Winnie the Pooh                          | The Many Adventures of Winnie the Pooh | 1977 | Wolfgang Reitherman e John Lounsbery | Tradizionale; a episodi               |
| 23             | Le avventure di Bianca e Bernie                          | The Rescuers                           | 1977 | Wolfgang Reitherman, John Lounsbery e Art Stevens | Tradizionale                          |
| 24             | Red e Toby nemiciamici                                   | The Fox and the Hound                  | 1981 | Art Stevens, Richard Rich e Ted Berman | Tradizionale                          |
| 25             | Taron e la pentola magica                                | The Black Cauldron                     | 1985 | Richard Rich e Ted Berman | Tradizionale + CGI                    |
| 26             | Basil l'investigatopo                                    | The Great Mouse Detective              | 1986 | John Musker, Burny Mattinson, Ron Clements e David Michener | Tradizionale + CGI                    |
| 27             | Oliver & Company                                         | Oliver & Company                       | 1988 | George Scribner | Tradizionale + CGI                    |
| 28             | La sirenetta                                             | The Little Mermaid                     | 1989 | John Musker e Ron Clements | Tradizionale + CGI                    |
| 29             | Bianca e Bernie nella terra dei canguri                  | The Rescuers Down Under                | 1990 | Mike Gabriel e Hendel Butey | Tradizionale + CGI                    |
| 30             | La bella e la bestia                                     | Beauty and the Beast                   | 1991 | Gary Trousdale e Kirk Wise | Tradizionale + CGI                    |
| 31             | Aladdin                                                  | Aladdin                                | 1992 | John Musker e Ron Clements | Tradizionale + CGI                    |
| 32             | Il re leone                                              | The Lion King                          | 1994 | Roger Allers e Rob Minkoff | Tradizionale + CGI                    |
| 33             | Pocahontas                                               | Pocahontas                             | 1995 | Mike Gabriel ed Eric Goldberg | Tradizionale + CGI                    |
| 34             | Il gobbo di Notre Dame                                   | The Hunchback of Notre Dame            | 1996 | Gary Trousdale e Kirk Wise | Tradizionale + CGI                    |
| 35             | Hercules                                                 | Hercules                               | 1997 | John Musker e Ron Clements | Tradizionale + CGI                    |
| 36             | Mulan                                                    | Mulan                                  | 1998 | Barry Cook e Tony Bancroft | Tradizionale + CGI                    |
| 37             | Tarzan                                                   | Tarzan                                 | 1999 | Kevin Lima e Chris Buck | Tradizionale + CGI                    |
| 38             | Fantasia 2000                                            | Fantasia 2000                          | 1999 | vari registi | Tradizionale + CGI                    |
| 39             | Dinosauri                                                | Dinosaur                               | 2000 | Ralph Zondag ed Eric Leighton | CGI + live-action                     |
| 40             | Le follie dell'imperatore                                | The Emperor's New Groove               | 2000 | Mark Dindal | Tradizionale + CGI                    |
| 41             | Atlantis - L'impero perduto                              | Atlantis: The Lost Empire              | 2001 | Gary Trousdale e Kirk Wise | Tradizionale + CGI                    |
| 42             | Lilo & Stitch                                            | Lilo & Stitch                          | 2002 | Chris Sanders e Dean DeBlois | Tradizionale + CGI                    |
| 43             | Il pianeta del tesoro                                    | Treasure Planet                        | 2002 | John Musker e Ron Clements | Tradizionale + CGI                    |
| 44             | Koda, fratello orso                                      | Brother Bear                           | 2003 | Robert Walker e Aaron Blaise | Tradizionale + CGI                    |
| 45             | Mucche alla riscossa                                     | Home on the Range                      | 2004 | Will Finn e John Sanford | Tradizionale + CGI                    |
| 46             | Chicken Little - Amici per le penne                      | Chicken Little                         | 2005 | Mark Dindal | CGI                                   |
| 47             | I Robinson - Una famiglia spaziale                       | Meet the Robinsons                     | 2007 | Stephen Anderson | CGI                                   |
| 48             | Bolt - Un eroe a quattro zampe                           | Bolt                                   | 2008 | Chris Williams e Byron Howard | CGI                                   |
| 49             | La principessa e il ranocchio                            | The Princess and the Frog              | 2009 | John Musker e Ron Clements | Tradizionale + CGI                    |
| 50             | Rapunzel - L'intreccio della torre                       | Tangled                                | 2010 | Nathan Greno e Byron Howard | CGI                                   |
| 51             | Winnie the Pooh - Nuove avventure nel Bosco dei 100 Acri | Winnie the Pooh                        | 2011 | Stephen Anderson e Don Hall | Tradizionale + CGI                    |
| 52             | Ralph Spaccatutto                                        | Wreck-It Ralph                         | 2012 | Rich Moore | CGI                                   |
| 53             | Frozen - Il regno di ghiaccio                            | Frozen                                 | 2013 | Chris Buck e Jennifer Lee | CGI                                   |
| 54             | Big Hero 6                                               | Big Hero 6                             | 2014 | Don Hall e Chris Williams | CGI                                   |
| 55             | Zootropolis                                              | Zootopia                               | 2016 | Byron Howard e Rich Moore | CGI                                   |
| 56             | Oceania                                                  | Moana                                  | 2016 | John Musker e Ron Clements | CGI + tradizionale                    |
| 57             | Ralph spacca Internet                                    | Ralph Breaks the Internet              | 2018 | Rich Moore e Phil Johnston | CGI + tradizionale                    |
| 58             | Frozen II - Il segreto di Arendelle                      | Frozen II                              | 2019 | Chris Buck e Jennifer Lee | CGI                                   |
| 59             | Raya e l'ultimo drago                                    | Raya and the Last Dragon               | 2021 | Don Hall e Carlos López Estrada | CGI                                   |
| 60             | Encanto                                                  | Encanto                                | 2021 | Byron Howard e Jared Bush | CGI                                   |
| 61             | Strange World - Un mondo misterioso                      | Strange World                          | 2022 | Don Hall | CGI                                   |
| 62             | Wish                                                     | Wish                                   | 2023 | Chris Buck e Fawn Veerasunthorn | CGI                                   |
| 63             | Oceania 2                                                | Moana 2                                | 2024 | Dave G. Derrick Jr., Jason Hand e Dana Ledoux Miller | CGI + tradizionale                    |
| Film in arrivo |                                                          |                                        |      | |                                       |
| 64             | Zootropolis 2                                            | Zootopia 2                             | 2025 | Byron Howard e Jared Bush | CGI                                   |

## Accoglienza

### Incassi
| #              | Titolo italiano                                          | Titolo originale                       | Budget        | Incassi                 |
| -------------- | -------------------------------------------------------- | -------------------------------------- | ------------- | ----------------------- |
| 1              | Biancaneve e i sette nani                                | Snow White and the Seven Dwarfs        | $ 1 500 000   | $ 418 000               |
| 2              | Pinocchio                                                | Pinocchio                              | $ 2 600 000   | $ 121 892 045           |
| 3              | Fantasia                                                 | Fantasia                               | $ 2 300 000   | $ 76 411 401 (solo USA) |
| 4              | Dumbo - L'elefante volante                               | Dumbo                                  | $ 950 000     | $ 1 300 000 (solo USA)  |
| 5              | Bambi                                                    | Bambi                                  | $ 1 700 000   | $ 267 400 000           |
| 6              | Saludos Amigos                                           | Saludos Amigos                         | N/A           | $ 1 100 000             |
| 7              | I tre caballeros                                         | The Three Caballeros                   | N/A           | $ 3 300 000             |
| 8              | Musica maestro                                           | Make Mine Music                        | $ 1 300 000   | $ 3 300 000             |
| 9              | Bongo e i tre avventurieri                               | Fun & Fancy Free                       | N/A           | $ 2 400 000             |
| 10             | Lo scrigno delle sette perle                             | Melody Time                            | $ 1 500 000   | $ 2 560 000             |
| 11             | Le avventure di Ichabod e Mr. Toad                       | The Adventures of Ichabod and Mr. Toad | N/A           | $ 1 625 000             |
| 12             | Cenerentola                                              | Cinderella                             | $ 2 900 000   | $ 236 600 000           |
| 13             | Alice nel Paese delle Meraviglie                         | Alice in Wonderland                    | $ 3 000       | $ 5 232 000 (solo USA)  |
| 14             | Le avventure di Peter Pan                                | Peter Pan                              | $ 4 000       | $ 145 000               |
| 15             | Lilli e il vagabondo                                     | Lady and the Tramp                     | $ 4 000       | $ 93 602 326 (solo USA) |
| 16             | La bella addormentata nel bosco                          | Sleeping Beauty                        | $ 6 000       | $ 51 600 000 (solo USA) |
| 17             | La carica dei cento e uno                                | One Hundred and One Dalmatians         | $ 3 600 000   | $ 215 900 000           |
| 18             | La spada nella roccia                                    | The Sword in the Stone                 | $ 3 000       | $ 22 182 353 (solo USA) |
| 19             | Il libro della giungla                                   | The Jungle Book                        | $ 4 000       | $ 205 800 000           |
| 20             | Gli Aristogatti                                          | The Aristocats                         | $ 4 000       | $ 191 000               |
| 21             | Robin Hood                                               | Robin Hood                             | $ 5 000       | $ 32 000                |
| 22             | Le avventure di Winnie the Pooh                          | The Many Adventures of Winnie the Pooh | N/A           |                         |
| 23             | Le avventure di Bianca e Bernie                          | The Rescuers                           | $ 7 500 000   | $ 169 000               |
| 24             | Red e Toby nemiciamici                                   | The Fox and the Hound                  | $ 12 000      | $ 39 900 000            |
| 25             | Taron e la pentola magica                                | The Black Cauldron                     | $ 44 000      | $ 21 288 692            |
| 26             | Basil l'investigatopo                                    | The Great Mouse Detective              | $ 14 000      | $ 25 336 794            |
| 27             | Oliver & Company                                         | Oliver & Company                       | $ 31 000      | $ 74 151 346 (solo USA) |
| 28             | La sirenetta                                             | The Little Mermaid                     | $ 40 000      | $ 211 343 479           |
| 29             | Bianca e Bernie nella terra dei canguri                  | The Rescuers Down Under                | $ 37 900 000  | $ 47 431 461            |
| 30             | La bella e la bestia                                     | Beauty and the Beast                   | $ 25 000      | $ 425 967 620           |
| 31             | Aladdin                                                  | Aladdin                                | $ 28 000      | $ 504 050 219           |
| 32             | Il re leone                                              | The Lion King                          | $ 45 000      | $ 987 483 777           |
| 33             | Pocahontas                                               | Pocahontas                             | $ 55 000      | $ 346 079 773           |
| 34             | Il gobbo di Notre Dame                                   | The Hunchback of Notre Dame            | $ 100 000     | $ 325 338 851           |
| 35             | Hercules                                                 | Hercules                               | $ 85 000      | $ 252 712 101           |
| 36             | Mulan                                                    | Mulan                                  | $ 90 000      | $ 304 320 254           |
| 37             | Tarzan                                                   | Tarzan                                 | $ 130 000     | $ 448 191 819           |
| 38             | Fantasia 2000                                            | Fantasia 2000                          | $ 80 000      | $ 90 874 570            |
| 39             | Dinosauri                                                | Dinosaur                               | $ 127 500 000 | $ 349 822 765           |
| 40             | Le follie dell'imperatore                                | The Emperor's New Groove               | $ 100 000     | $ 169 327 687           |
| 41             | Atlantis - L'impero perduto                              | Atlantis: The Lost Empire              | $ 120 000     | $ 186 053 725           |
| 42             | Lilo & Stitch                                            | Lilo & Stitch                          | $ 80 000      | $ 273 144 151           |
| 43             | Il pianeta del tesoro                                    | Treasure Planet                        | $ 140 000     | $ 109 578 115           |
| 44             | Koda, fratello orso                                      | Brother Bear                           | $ 46 000      | $ 250 397 798           |
| 45             | Mucche alla riscossa                                     | Home on the Range                      | $ 110 000     | $ 145 358 062           |
| 46             | Chicken Little - Amici per le penne                      | Chicken Little                         | $ 150 000     | $ 314 432 837           |
| 47             | I Robinson - Una famiglia spaziale                       | Meet the Robinsons                     | $ 150 000     | $ 169 333 064           |
| 48             | Bolt - Un eroe a quattro zampe                           | Bolt                                   | $ 150 000     | $ 309 979 994           |
| 49             | La principessa e il ranocchio                            | The Princess and the Frog              | $ 100 000     | $ 267 045 765           |
| 50             | Rapunzel - L'intreccio della torre                       | Tangled                                | $ 260 000     | $ 592 461 732           |
| 51             | Winnie the Pooh - Nuove avventure nel Bosco dei 100 Acri | Winnie the Pooh                        | $ 30 000      | $ 49 871 429            |
| 52             | Ralph Spaccatutto                                        | Wreck-It Ralph                         | $ 165 000     | $ 471 222 889           |
| 53             | Frozen - Il regno di ghiaccio                            | Frozen                                 | $ 150 000     | $ 1 282 147 791         |
| 54             | Big Hero 6                                               | Big Hero 6                             | $ 165 000     | $ 657 827 828           |
| 55             | Zootropolis                                              | Zootopia                               | $ 150 000     | $ 1 023 784 195         |
| 56             | Oceania                                                  | Moana                                  | $ 150 000     | $ 643 331 111           |
| 57             | Ralph spacca Internet                                    | Ralph Breaks the Internet              | $ 175 000     | $ 529 323 962           |
| 58             | Frozen II - Il segreto di Arendelle                      | Frozen II                              | $ 150 000     | $ 1 450 026 933         |
| 59             | Raya e l'ultimo drago                                    | Raya and the Last Dragon               | $ 100 000     | $ 130 360 610           |
| 60             | Encanto                                                  | Encanto                                | $ 120 000     | $ 256 385 200           |
| 61             | Strange World - Un mondo misterioso                      | Strange World                          | $ 180 000     | $ 72 057 863            |
| 62             | Wish                                                     | Wish                                   | $ 160 000     | $ 254 185 541           |
| 63             | Oceania 2                                                | Moana 2                                | $ 150 000     | $ 1 059 242 164         |
| Incassi totali | Incassi totali                                           | Incassi totali                         | 1 499 477 048 | 7 032 898 861           |

### Critica
| Anno | Titolo                                                   | Rotten Tomatoes | Metacritic |
| ---- | -------------------------------------------------------- | --------------- | ---------- |
| 1937 | Biancaneve e i sette nani                                | 98%             | 95/100     |
| 1940 | Pinocchio                                                | 100%            | 99/100     |
| 1940 | Fantasia                                                 | 94%             | 96/100     |
| 1941 | Dumbo - L'elefante volante                               | 98%             | 96/100     |
| 1942 | Bambi                                                    | 90%             | 91/100     |
| 1942 | Saludos Amigos                                           | 83%             | 60/100     |
| 1944 | I tre caballeros                                         | 82%             | 85/100     |
| 1946 | Musica maestro                                           | 70%             | 60/100     |
| 1947 | Bongo e i tre avventurieri                               | 67%             | 66/100     |
| 1948 | Lo scrigno delle sette perle                             | 80%             | 69/100     |
| 1949 | Le avventure di Ichabod e Mr. Toad                       | 93%             | 74/100     |
| 1950 | Cenerentola                                              | 97%             | 85/100     |
| 1951 | Alice nel Paese delle Meraviglie                         | 81%             | 68/100     |
| 1953 | Le avventure di Peter Pan                                | 80%             | 76/100     |
| 1955 | Lilli e il vagabondo                                     | 93%             | 78/100     |
| 1959 | La bella addormentata nel bosco                          | 88%             | 85/100     |
| 1961 | La carica dei cento e uno                                | 98%             | 83/100     |
| 1963 | La spada nella roccia                                    | 68%             | 61/100     |
| 1967 | Il libro della giungla                                   | 87%             | 65/100     |
| 1970 | Gli Aristogatti                                          | 66%             | 66/100     |
| 1973 | Robin Hood                                               | 58%             | 57/100     |
| 1977 | Le avventure di Winnie the Pooh                          | 100%            | 74/100     |
| 1977 | Le avventure di Bianca e Bernie                          | 81%             | 74/100     |
| 1981 | Red e Toby - Nemiciamici                                 | 70%             | 65/100     |
| 1985 | Taron e la pentola magica                                | 54%             | 59/100     |
| 1986 | Basil l'investigatopo                                    | 78%             | 73/100     |
| 1988 | Oliver & Company                                         | 54%             | 58/100     |
| 1989 | La sirenetta                                             | 93%             | 88/100     |
| 1990 | Bianca e Bernie nella terra dei canguri                  | 69%             | 70/100     |
| 1991 | La bella e la bestia                                     | 94%             | 95/100     |
| 1992 | Aladdin                                                  | 95%             | 86/100     |
| 1994 | Il re leone                                              | 93%             | 88/100     |
| 1995 | Pocahontas                                               | 55%             | 58/100     |
| 1996 | Il gobbo di Notre Dame                                   | 71%             | 74/100     |
| 1997 | Hercules                                                 | 84%             | 74/100     |
| 1998 | Mulan                                                    | 92%             | 71/100     |
| 1999 | Tarzan                                                   | 89%             | 79/100     |
| 1999 | Fantasia 2000                                            | 81%             | 59/100     |
| 2000 | Dinosauri                                                | 64%             | 56/100     |
| 2000 | Le follie dell'imperatore                                | 85%             | 70/100     |
| 2001 | Atlantis - L'impero perduto                              | 49%             | 52/100     |
| 2002 | Lilo & Stitch                                            | 86%             | 73/100     |
| 2002 | Il pianeta del tesoro                                    | 69%             | 60/100     |
| 2003 | Koda, fratello orso                                      | 38%             | 48/100     |
| 2004 | Mucche alla riscossa                                     | 53%             | 50/100     |
| 2005 | Chicken Little - Amici per le penne                      | 36%             | 48/100     |
| 2007 | I Robinson - Una famiglia spaziale                       | 67%             | 61/100     |
| 2008 | Bolt - Un eroe a quattro zampe                           | 89%             | 67/100     |
| 2009 | La principessa e il ranocchio                            | 85%             | 73/100     |
| 2010 | Rapunzel - L'intreccio della torre                       | 89%             | 71/100     |
| 2011 | Winnie the Pooh - Nuove avventure nel Bosco dei 100 Acri | 91%             | 74/100     |
| 2012 | Ralph Spaccatutto                                        | 87%             | 72/100     |
| 2013 | Frozen - Il regno di ghiaccio                            | 90%             | 75/100     |
| 2014 | Big Hero 6                                               | 90%             | 74/100     |
| 2016 | Zootropolis                                              | 98%             | 78/100     |
| 2016 | Oceania                                                  | 95%             | 81/100     |
| 2018 | Ralph Spacca Internet                                    | 88%             | 71/100     |
| 2019 | Frozen II - Il segreto di Arendelle                      | 77%             | 64/100     |
| 2021 | Raya e l'ultimo drago                                    | 93%             | 75/100     |
| 2021 | Encanto                                                  | 91%             | 75/100     |
| 2022 | Strange World - Un mondo misterioso                      | 73%             | 64/100     |
| 2023 | Wish                                                     | 48%             | 47/100     |
| 2024 | Oceania 2                                                | 61%             | 58/100     |

## Premi
I Classici Disney hanno ricevuto nomination e hanno vinto svariati premi cinematografici, sia specifici per il cinema d'animazione come gli Annie Award sia generalisti per il cinema in generale come gli Academy Awards e i Golden Globe; questi ultimi due premi hanno istituito le rispettive categorie "Oscar al miglior film d'animazione" dal 2002 e "Golden Globe per il miglior film d'animazione" dal 2007, e hanno quindi premiato i Classici Disney in categorie differenti negli anni precedenti.
Frozen e Zootropolis sono gli unici due Classici Disney ad aver vinto Oscar, Golden Globe e Annie Award come "Migliore film d'animazione".

### Fino al 2001
| Titolo                           | Edizione Oscar | Candidature | Premi             |
| -------------------------------- | -------------- | ----------- | ----------------- |
| Biancaneve e i sette nani        | 1939           | -           | 1 premio speciale |
| Pinocchio                        | 1941           | 2           | 2                 |
| Fantasia                         | 1942           | -           | 2 premi speciali  |
| Dumbo - L'elefante volante       | 1942           | 2           | 1                 |
| Bambi                            | 1943           | 3           | 0                 |
| Saludos Amigos                   | 1944           | 3           | 0                 |
| I tre caballeros                 | 1946           | 2           | 0                 |
| Cenerentola                      | 1951           | 3           | 0                 |
| Alice nel Paese delle Meraviglie | 1952           | 1           | 0                 |
| La bella addormentata nel bosco  | 1960           | 1           | 0                 |
| La spada nella roccia            | 1964           | 1           | 0                 |
| Il libro della giungla           | 1968           | 1           | 0                 |
| Robin Hood                       | 1974           | 1           | 0                 |
| Le avventure di Bianca e Bernie  | 1978           | 1           | 0                 |
| La sirenetta                     | 1990           | 3           | 2                 |
| La bella e la bestia             | 1992           | 6           | 2                 |
| Aladdin                          | 1993           | 5           | 2                 |
| Il re leone                      | 1995           | 4           | 2                 |
| Pocahontas                       | 1996           | 2           | 2                 |
| Il gobbo di Notre Dame           | 1997           | 1           | 0                 |
| Hercules                         | 1998           | 1           | 0                 |
| Mulan                            | 1999           | 1           | 0                 |
| Tarzan                           | 2000           | 1           | 1                 |
| Le follie dell'imperatore        | 2001           | 1           | 0                 |

### Dal 2002
| Titolo                              | Edizione Oscar | Candidatura | Vittoria | Edizione Golden Globe | Candidatura   | Vittoria      | Edizione Annie Award | Vittoria (Miglior film) | Candidature | Premi |
| ----------------------------------- | -------------- | ----------- | -------- | --------------------- | ------------- | ------------- | -------------------- | ----------------------- | ----------- | ----- |
| Lilo & Stitch                       | 2003           | Si          | No       | Non esistente         | Non esistente | Non esistente | 2003                 | No                      | 9           | 1     |
| Il pianeta del tesoro               | 2003           | Si          | No       | Non esistente         | Non esistente | Non esistente | 2003                 | No                      | 7           | 0     |
| Koda, fratello orso                 | 2004           | Si          | No       | Non esistente         | Non esistente | Non esistente | 2004                 | No                      | 8           | 0     |
| Bolt - Un eroe a quattro zampe      | 2009           | Si          | No       | 2009                  | Si            | No            | 2009                 | No                      | 5           | 0     |
| La principessa e il ranocchio       | 2010           | Si          | No       | 2010                  | Si            | No            | 2010                 | No                      | 8           | 3     |
| Rapunzel - L'intreccio della torre  | 2011           | No          | No       | 2011                  | Si            | No            | 2011                 | No                      | 2           | 0     |
| Ralph Spaccatutto                   | 2013           | Si          | No       | 2013                  | Si            | No            | 2013                 | Si                      | 9           | 5     |
| Frozen - Il regno di ghiaccio       | 2014           | Si          | Si       | 2014                  | Si            | Si            | 2014                 | Si                      | 10          | 5     |
| Big Hero 6                          | 2015           | Si          | Si       | 2015                  | Si            | No            | 2015                 | No                      | 7           | 0     |
| Zootropolis                         | 2017           | Si          | Si       | 2017                  | Si            | Si            | 2017                 | Si                      | 11          | 6     |
| Oceania                             | 2017           | Si          | No       | 2017                  | Si            | No            | 2017                 | No                      | 6           | 2     |
| Ralph spacca Internet               | 2019           | Si          | No       | 2019                  | Si            | No            | 2019                 | No                      | 10          | 1     |
| Frozen II - Il segreto di Arendelle | 2020           | No          | No       | 2020                  | Si            | No            | 2020                 | No                      | 8           | 2     |
| Raya e l'ultimo drago               | 2022           | Si          | No       | 2022                  | Si            | No            | 2022                 | No                      | 10          | 0     |
| Encanto                             | 2022           | Si          | Si       | 2022                  | Si            | Si            | 2022                 | No                      | 9           | 3     |
| Strange World - Un mondo misterioso | 2023           | No          | No       | 2023                  | No            | No            | 2023                 | No                      | 2           | 0     |
| Wish                                | 2024           | No          | No       | 2024                  | Si            | No            | 2024                 | No                      | 0           | 0     |
| Oceania 2                           | 2025           | No          | No       | 2025                  | Si            | No            | 2025                 | No                      | 4           | 0     |

### Annotazioni
1. ↑  Miglior colonna sonora originale e miglior canzone.
2. ↑  Miglior colonna sonora per film musicale.
3. 1 2 3 4  Miglior colonna sonora e miglior canzone.
4. ↑  Miglior colonna sonora di musical o commedia e miglior canzone.
5. ↑  Miglior canzone.